# Росава II
Росава II — річка в Україні, в Обухівському районі Київської області. Ліва притока Росави (басейн Дніпра).

## Опис
Довжина річки 11 км, похил річки — 1,5 м/км. Площа басейну 322 км².

## Розташування
Бере початок у селі Зеленьки у місці злиття 2 річок: Сухого Кагарлика (ліва притока) і Мокрого Кагарлика (права притока). Тече переважно на південний схід і в селі Росава впадає в річку Росаву, ліву притоку Росі.
Притоки: Сухий Кагарлик (ліва), Мокрий Кагарлик (права).
Річку перетинає автошлях Н01.